# Marga de los Llanos
Marga de los Llanos fue una famosa actriz de radio, cine, teatro y televisión argentina en las décadas de 1940 y 1950.

## Carrera
Marga de los Llanos fue una destacada intérprete radial que brilló esporádicamente durante su actuación en la época dorada de la radiofonía argentina, muchas veces con roles protagónicos.  Con libretos de Julio Porter, compartió escenas con grandes como Corita Acuña, Olga Berg, Martín Clutet y Pablo Cumo.
Fue figura exclusiva de Radio Splendid donde internvino en decenas de radioteatros, como El Ñato Desiderio en 1956, con Mario Fortuna, Pedro Tocci y Mercedes Carbone.
En 1942 se estrena la obra De uno o de ninguno, junto con Sebastián Chiola, Leonor Lima, Nedda Francy, Pablo Acciardi, Nicolás Fregues y Ángel Reyes, entre otros. También actúa en  Despierta y Canta, junto con Fanny Yest y el uruguayo Pablo Lagarde.
En 1948 trabajó en El gran concurso de la felicidad humana con Marcos Caplán, Olga Mom, Virtoria Nelson y Alfonso Pissano.
En 1956 actúa en la obra Proceso a Jesús, que se estrenó en el Teatro Rivera, con la dirección de Luis Mottura, junto a Gloria Ferrandiz y Susana Fernández.
En la década de 1960 integró en Radio Belgrano, La escuelita humorísitica de Julio Porter, con Pepe Arias, Luis García Bosch, Pablo Cumo, Hilda Viñas, Anita Beltrán, Marianito Bauzá y Raúl Muller.
En 1962 protagoniza junto a Oscar Casco, El ángel ciego por Radio Rivadavia.
Para la pantalla chica argentina se lució en programas de Narciso Ibáñez Menta, y en cine tuve dos participaciones en Brasil dirigidas por Carlos Hugo Christensen.

## Filmografía
- 1958: Matemática Zero, Amor Dez.
- 1959: Mis amores en Río, coproducción de Argentina con Brasil. Protagonizada por Susana Freyre y Jardel Filho.[5]

## Radioteatro
- 1948: El gran concurso de la felicidad humana.
- 1956: El Ñato Desiderio'.
- 1960: La escuelita humorística.

## Televisión
- 1960: Obras maestras del terror.[6]
- 1963: Estudio 3.
- 1963: Yo soy porteño.
- 1964: Historias para no dormir (episodio: La sonrisa).
- 1964: Mañana puede ser verdad.
- 1966: Los vecinos.
- 1967: ¿Es usted el asesino?

## Teatro
- De uno o de ninguno (1942)
- Proceso a Jesús (1956)